# KV13
KV13 무덤은 이집트 왕가의 계곡에 위치한 무덤으로, 이집트 제19왕조의 귀족이자 재상이었던 바이 (Bay)의 무덤으로 건설되었다.
2000년 프랑스 이집트학 전문지 《BIFAO》에서 소개된 오스트라카에서는 바이가 파라오 시프타의 명으로 처형되었다는 기록이 등장한다. 따라서 바이는 지어놓은 무덤에 묻히지 못했으며, 별다른 부장품도 발견되지 않았다. 훗날 이집트 제20왕조 대에 이르러 두 왕자의 무덤으로 활용되었는데, 람세스 3세의 아들인 멘투헤르케프세프 (Mentuherkhepsef)와 조카 람세스 6세의 아들인 아멘헤르케프세프 (Amenherkhepshef)가 그 주인공이다.

## 관련 문헌
- Reeves, N & Wilkinson, R.H. The Complete Valley of the Kings, 1996, Thames and Hudson, London.
- Siliotti, A. Guide to the Valley of the Kings and to the Theban Necropolises and Temples, 1996, A.A. Gaddis, Cairo.